# Negative Trend
A Negative Trend egy rövid életű amerikai punk rock együttes volt. 1977-ben alakultak San Franciscóban, két évvel később, 1979-ben feloszlottak. Karrierjük alatt mindössze egy középlemezt adtak ki, mely a zenekar nevét viseli. Tiszavirág életű pályafutásuk ellenére mégis a punk-rock legelső képviselői közé tartozik, és ezért sokan klasszikus zenekarként tekintenek rájuk.
Az együttes 2008-tól 2010-ig újból aktív volt, de néhány koncert után ismét feloszlottak. Egyedül Craig Gray gitáros vett részt a zenekar összes felállásában.

## Tagok
| Első felállás (1977) - Rozz Rezabek – ének - Craig Gray – gitár - Will Shatter – basszusgitár - Todd Robertson – dobok Lemezt készítő felállás (1978) - Mikal Waters – ének - Craig Gray – gitár - Will Shatter – basszusgitár - Steve DePace – dobok | További tagok - Rik L Rik – ének - Tim Mooney – dobok - Jonathan Henrickson – basszusgitár - Ricky Williams – ének - Paul Casteel – ének - Paul Hood – basszusgitár - Toby Dick – ének - Tom Mallon – basszusgitár - Tony Sales – dobok |

## Diszkográfia
- Negative Trend (EP, 1978)